# 高月忠
高月 忠（たかつき ちゅう、1943年9月22日 - ）は、日本の俳優。北海道函館市柏木町出身。北海道函館中部高等学校、日本大学芸術学部演劇学科卒業。

## 人物
四男一女の三男として生まれる。父親は元NHKアナウンサーで北海道大学の教授。
大学在学中に劇団を設立するが失敗し赤字を負う。偶然知り合ったプロデューサーの誘いで1964年4月に東映東京撮影所に入社。1966年頃までは死体役や通行人役を演じていたが、1967年にテレビドラマ『ジャイアントロボ』にレギュラー出演して以降はヤクザ映画などの脇役として活躍。テレビにおいても東映の刑事ドラマや特撮番組に数多く出演。大部屋俳優から始まり、長きに渡り東映所属の俳優として活動。
1977年4月に結婚。仲人は深作欣二。
1995年3月、芸名の読みを本名のただしからちゅうに変更した。

## 出演

### 映画
- ㊙トルコ風呂（1968年） - 男
- 昭和残侠伝 人斬り唐獅子（1969年） - 気ちがい竹
- 現代任侠道 兄弟分（1970年） - 倉前
- やくざ刑事（1970年）
- 昭和残侠伝 死んで貰います（1970年） - 寺田の子分
- 暴力団再武装（1971年） - 安部
- 尼寺博徒（1971年） - 西条の子分
- 博徒斬り込み隊（1971年）
- 新網走番外地 吹雪の大脱走（1971年） - 工藤グループ
- 現代やくざ 人斬り与太（1972年） - 三人組
- 夜の女狩り（1972年） - バンコアの警官
- 新網走番外地 嵐呼ぶダンプ仁義（1972年） - 福本
- 女囚さそりシリーズ
  - 女囚701号/さそり（1972年） - 看守
  - 女囚さそり 第41雑居房（1972年） - 若い男
  - 女囚さそり けもの部屋（1973年）
  - 新・女囚さそり 701号（1976年） - 林原
  - 新・女囚さそり 特殊房X（1977年） - 坂口
- 人斬り与太 狂犬三兄弟（1972年） - 組員
- やくざと抗争（1972年） - 大木戸組組員
- 銀蝶流れ者 牝猫博奕（1972年）
- 夜這い虫（1972年）※主演
- ボディガード牙（1973年） - ハイジャックの男
- 実録 私設銀座警察（1973年） - 三国人
- 非情学園ワル 教師狩り（1973年） - 黒須文三
- 番格ロック（1973年） - フックの大五郎
- 海軍横須賀刑務所（1973年） - 新兵
- ボディガード牙 必殺三角飛び（1973年） - 鬼興流
- 前科おんな 殺し節（1973年） - 大場の仔分
- ネオンくらげ 新宿花電車（1973年） - 暴力団
- 仁義なき戦いシリーズ（1974年）
  - 仁義なき戦い 頂上作戦　- 本多志郎
  - 仁義なき戦い 完結篇　- 的場文夫
- 非情学園ワル ネリカン同期生（1974年） - ター坊
- 暴力街（1974年） - ケン
- 色情トルコ日記（1974年） - 屋台の主人
- ルバング島の奇跡 陸軍中野学校（1974年） - 竹内上等兵
- 従軍慰安婦（1974年） - 上等兵
- 直撃! 地獄拳（1974年）
- 女必殺拳（1974年） - 吉川
- セミドキュメント 未亡人下宿（1974年） - 太田
- 少林寺拳法（1975年）
- 仁義の墓場（1975年） - 谷
- 大脱獄（1975年） - 近隣住民
- 青春トルコ日記 処女すべり（1975年） - 仙吉
- 新幹線大爆破（1975年） - 浜松駅係員
- トラック野郎シリーズ
  - トラック野郎・御意見無用（1975年） - 警官
  - トラック野郎・爆走一番星（1975年） - 運転手
  - トラック野郎・望郷一番星（1976年） - 霧の摩周子
  - トラック野郎・天下御免（1976年） - 佐久の恋太郎
  - トラック野郎・度胸一番星（1977年） - 朱鷺丸
  - トラック野郎・突撃一番星（1978年） - 救急車の運転手
  - トラック野郎・一番星北へ帰る（1978年） - 蔵王しぐれ
  - トラック野郎・熱風5000キロ（1979年） - 農夫
  - トラック野郎・故郷特急便（1979年） - 金比羅丸
- 男組シリーズ（1975年）
  - 男組 - 大杉五郎
  - 男組 少年刑務所 - ゲジゲジの玄次
- 東京ディープスロート夫人（1975年） - トルコ風呂の客
- 実録三億円事件 時効成立（1975年） - 競馬場の客 ※ノンクレジット
- 必殺女拳士（1976年） - 黒江
- 横浜暗黒街 マシンガンの竜（1976年）
- 子連れ殺人拳（1976年） - 曽根
- お祭り野郎 魚河岸の兄弟分（1976年） - 鮫公
- 安藤昇のわが逃亡とSEXの記録（1976年） - 安藤組組員
- 狭山裁判（1976年） - 仮面
- ピラニア軍団 ダボシャツの天（1977年） - ケン
- 新宿酔いどれ番地 人斬り鉄（1977年） - 川崎
- 池沢さとしと世界のスーパーカー（1977年） - ナレーション
- 空手バカ一代（1977年） - リングアナウンサー
- ドーベルマン刑事（1977年） - リドの司会者
- サーキットの狼（1977年） - 交通警官
- 人間の証明（1977年） - 闇市の警官
- 発情痴帯（1977年） - 公園のアベック
- こちら葛飾区亀有公園前派出所（1977年） - 男
- 柳生一族の陰謀（1978年） - エンコ
- 多羅尾伴内 鬼面村の惨劇（1978年） - 水谷
- 赤穂城断絶（1978年） - 神崎与五郎
- 悪魔が来りて笛を吹く（1979年）
- 喧嘩道 けんかみち（1979年） - 親衛隊員
- 白昼の死角（1979年） - 太田の配下
- 天使の欲望（1979年） - 矢口
- 動乱（1980年） - 古年兵
- 若妻24時間暴行（1980年）
- さらば、わが友 実録大物死刑囚たち（1980年） - 吉岡
- ダンプ渡り鳥（1981年） - バズーカ
- 野菊の墓（1981年） - 文伍
- 駅 STATION（1981年） - 風待食堂の店員
- 道頓堀川（1982年）
- ダイアモンドは傷つかない（1982年） - タクシー運転手
- 人生劇場（1983年） - 半助
- 卍（1983年） - 巡査
- 日本海大海戦 海ゆかば（1983年） - 喜多川与之助
- 白蛇抄（1983年） - 修行僧の先達
- 唐獅子株式会社（1983年） - 大男の運転手
- 天国の駅 HEAVEN STATION（1984年） - 佐々木運転手
- 瀬降り物語（1985年） - ケンジ
- 白い野望（1986年） - 内山技師
- 植村直己物語（1986年） - 上級生
- 恋子の毎日（1988年） - 泉谷
- ミンボーの女（1992年） - 大親分の子分
- 借王 シリーズ
  - 借王（1997年） - 岡組組員
  - 借王 THE MOVIE 沖縄大作戦（1999年） - 中年の男
  - 借王 ナニワ相場師伝説（1999年）
- 惚れたらあかん 代紋の掟（1999年） - 鈴木学
- 平成金融道 マルヒの女（2000年） - 小貫
- 安藤組外伝 掟（2000年） - 二代目佐久間組舎弟頭 阿部雄二
- 新・仁義の墓場（2002年） - 沢田一家幹部
- 許されざる者（2003年）
- スパルタの海（2011年）

### テレビドラマ
NHK
- 御宿かわせみ（1980年）
- 腕におぼえあり（1992年） - 旗本
- 大河ドラマ
  - 独眼竜政宗（1987年） - 小室惣右衛門
  - 翔ぶが如く（1990年） - 米蔵役人
  - 琉球の風（1993年）

NTV（日本テレビ）
- 超人バロム・1 第11話「毒ガス魔人ゲジゲルゲ」（1972年） - ハンター
- 前略おふくろ様
  - 第1シリーズ（1976年）
    - 第16話 - 定雄
    - 第19話以降 - 光夫

  - 第2シリーズ（1976年 - 1977年） - 光夫
- 大都会 PARTIII（1979年）
- ちょっとマイウェイ（1979年）
- 特命刑事（1980年）
- 火曜サスペンス劇場
  - たそがれに標的を撃て（1982年）
  - 誘拐ツアー（1982年）
  - 夕陽よ止まれ（1983年） - 金子
  - 弁護士・高林鮎子
    - 第21作「上毛高原逆流の殺意」（1997年）
    - 第22作「北陸本線の死角」（1998年）
    - 第27作「京都保津峡殺意の急流」（2000年）
- 交通刑務所の朝（1989年）
- はだかの刑事（1993年）

TBS
- キャプテンウルトラ（1967年）
  - 第6話「怪兵器ゲバードあらわる」 - パトロール隊員
  - 第8話「二大怪獣火星都市にあらわる」
  - 第11話「四次元衛星ノズラーあらわる」 - パトロール隊員 ※ノンクレジット
- キイハンター（1968年）
  - 第8話「影なき狙撃者」（1968年）
  - 第10話「雲の上の死刑台」（1968年）
- アイフル大作戦（1973年）
- Gメン'75
  - 第16話「Gメン皆殺しの予告」（1975年） - 蘭苑飯店の店員
  - 第18話「警察の中のギャング」（1975年） - 恐喝犯
  - 第20話「背番号3長島対Gメン」（1975年）
  - 第27話「東京-札幌 刑事の道」（1975年）
  - 第30話「追跡と逃亡! 石狩挽歌」（1975年）※出演シーンカット
  - 第33話「1月3日・関屋警部補・殉職」（1976年）- 遊佐哲次に射殺された警官 ※ノンクレジット
  - 第40話「硫酸とビキニの女」（1976年） - 宝石店守衛
  - 第47話「終バスの女子高校生射殺事件」（1976年） - ラーメン屋
  - 第49話「土曜日21時のトリック」（1976年） - 労務者
  - 第51話「刑事訴訟法47条女子大生ジャック」（1976年） - パトカーの警官
  - 第53話「殺人ドライブの謎」（1976年） - 麻薬密売の男
  - 第57話「刑法第十一条、絞首刑・その後」（1976年） - ブルーフィルム屋
  - 第64話「逃亡刑事」（1976年） - 戸川組組員
  - 第66話「警視庁の中の密室殺人」（1976年） - 組員
  - 第69話「ヒキ逃げ白バイ警官」（1976年） - チンピラ
  - 第85話「77元旦デカ部屋ぶっ飛ぶ！」（1977年） - 寿司屋の出前持ち
  - 第88話「パリ－紺碧海岸縦断捜査」（1977年） - 警官
  - 第92話「女の留置場」（1977年） - 戸川ミキ(演:江夏夕子)の情夫
  - 第113話「ガンを宣告された刑事」（1977年） - 菅井組組員
  - 第119話「アルコール漬けの小指」（1977年） - 東京拘置所看守
  - 第121話「パトロール警官と女性連続殺人の謎」（1977年） - 川崎巡査の相勤員
  - 第128話「六万五千円の警察手帳」（1977年） - クラブ支配人
  - 第132話「Gメン恐怖の四日間」（1977年） - 北富士消防署救急隊員
  - 第162話「女子大生と警官の異常な関係」（1978年） - 兼松いちお
  - 第178話「速水刑事を射つ男たち」（1978年）※出演シーンカット
  - 第180話「トンネルに消えた女子高生」（1978年） - 巡査
  - 第182話「赤ちゃん盗難事件」（1978年） - ラーメン屋萬竜軒店主
  - 第191話「女子大寮の裏窓」（1979年） - 郵便配達員
  - 第218話「梟の森みな殺しの夜」（1979年） - 梟の森駐在所巡査
  - 第229話「暴走トラック殺人ゲーム」（1979年） - 暴走トラックの運転手
  - 第252話「15年前の女の死体」（1980年） - 飲み屋の客
  - 第332話「原宿・六本木の女を襲う男」（1981年） - 大津
  - 第338話「刑事が許可した殺人事件」（1981年） - 亀山刑事
- 刑事くん 第3部（1973年）
- 宇宙鉄人キョーダイン 第33話「あばけ! 百の顔をもつ魔の女王」（1976年） - 柴田
- 大鉄人17 第14話「空中戦艦の中の少女」（1977年） - ジャンボ機副操縦士
- ザ・サスペンス 回転ドアの女（1984年）
- 仮面ライダーBLACK RX 第1話「太陽の子だ！RX」（1988年） - 佐原航空社員
- 月曜ドラマスペシャル
  - 星の流れに（1991年）
  - 三十六人の乗客 あのバスの中に犯人がいる!（1991年） - 柴田刑事
  - 弁護士高見沢響子
    - 第2作「何度でもあの男を殺します!」（1999年）
    - 第3作「息子をリンチ殺害された母が報復殺人に走った!」（2000年）
- 流れ星お銀!事件解決いたします1（2000年）
- 新幹線物語'93夏（1993年）
- HOTEL 5（1998年）

CX（フジテレビ）
- 東映不思議コメディーシリーズ
  - バッテンロボ丸 第3話「とんでもない奴!」（1982年） - 泥棒
  - ペットントン 第24話「返せ!ぼくらの広場」（1983年） - 建設業者
  - 勝手に!カミタマン 第7話「ドキッ! パパの大変身」（1985年） -ジョギングの男
  - 魔法少女ちゅうかないぱねま! 第20話「在原業平の陰謀」（1989年） - おでん屋
  - うたう!大龍宮城 第13話「シャコ」（1992年） - シャコ
- 愛の終着駅 バラバラ殺人事件!（1984年）
- 月曜ドラマランド / ゲゲゲの鬼太郎（1985年）
- 裸の大将放浪記
  - 第32作「清の雪ん子ドサン娘物語」（1989年）
  - 第55作「清の桃太郎鬼退治」（1992年）
- 白旗の少女（1990年）
- 極道の息子たち（1990年）
- しゃぼん玉（1991年） - 留置場の警官
- 世にも奇妙な物語
  - 世にも奇妙な物語 真夏の特別編（1993年） - 酔った男
  - 世にも奇妙な物語 春の特別編（2000年） - 魚屋
- 金曜エンタテイメント
  - 女優 夏木みどりシリーズ6（1994年）
  - 釣りデカ事件簿 海の密室殺人事件（1997年）
  - 浅見光彦シリーズ13（2001年） - 植木

NET（テレビ朝日）
- ジャイアントロボ（1967年 - 1968年） - BF団員
- 非情のライセンス
  - 第1シリーズ 第1話「兇悪の門」（1973年）
  - 第1シリーズ 第51話「兇悪の逃亡者」（1974年）
  - 第2シリーズ 第8話「兇悪の燦めき」（1974年） - 佐山
- がんばれ!!ロボコン 第100話「ギャクリラリン!! 宇宙から来たベムラくん」（1976年） - 泥棒
- 5年3組魔法組 第24話「ガンモの初恋」（1977年） - オモチャ屋
- 浮浪雲（1978年） - 弥七
- 土曜ワイド劇場
  - 映画村殺人事件　愛の邪魔者を消せ!（1980年）
  - 家路の果て 建売住宅ローン殺人事件!（1985年）
  - 女弁護士 朝吹里矢子12（1991年）
  - 神戸異人館殺人事件（1993年）
  - 京都・在原業平殺人事件（1999年）
  - ママさん記者 明衣子の事件（1999年）
- 爆走! ドーベルマン刑事（1980年）
- 西部警察
  - 第8話「拳銃シンジケート」（1979年） - 畑中
  - 第39話「消えた大門軍団」（1980年） - 白石哲夫
- 特捜最前線
  - 第238話「刑事無情・あいつが愛した悪い女!」（1981年）
  - 第477話「浅草偽装心中・姉を殺した女スリ!?」（1986年）
  - 第498話「雪に消えた憎しみ」（1987年）
- メタルヒーローシリーズ
  - 宇宙刑事シャリバン
    - 第17話「新型二階だてバスのふしぎな異次元旅行」（1983年） - バス運転手
    - 第33話「瞬間旅行! 幻夢城内は怪奇の花ざかり」（1983年） - 作業員

  - 時空戦士スピルバン 第18話「コップの中に光る虹の橋」（1986年）
  - 世界忍者戦ジライヤ 第33話「ギターかかえた渡り鳥 雷忍ワイルド」（1988年） - 野々宮左近
  - 機動刑事ジバン 第39話「マユミの指輪爆弾!!」（1989年）
  - 特警ウインスペクター 第4話「命を運ぶドロボウ」（1990年） - 宝石泥棒
  - ブルースワット 第10話「ザ・ミッション」（1994年） - 貸し倉庫の社長
- 月曜ワイド劇場 深川通り魔殺人事件（1983年）
- スーパー戦隊シリーズ
  - 科学戦隊ダイナマン 第40話「爆発! 無言の怒り」（1983年） - 落語家
  - 電撃戦隊チェンジマン 第1話「出現! 秘密の力!」（1985年） - パイロット ※ノンクレジット
  - 忍者戦隊カクレンジャー（1994年）
    - 第1話「忍者でござる」 - 船頭
    - 第32話「ナメんな顔泥棒」 - アイスキャンデー屋、ヌッペフホフの声

  - 激走戦隊カーレンジャー（1996年） - 八百勝主人
    - 第8話「変身腕輪（ブレス）不携帯」
    - 第21話「カーナビを超えたカーナビ」

  - 電磁戦隊メガレンジャー 第22話「ぬけ出せ! 悪魔のラビリンス」（1997年） - 父親
  - 未来戦隊タイムレンジャー 第45話「終末! TR（トゥモローリサーチ）」（2000年） - 福引の親父
- ニュードキュメンタリードラマ昭和 松本清張事件にせまる 東條英機暗殺の夏（1984年）
- はぐれ刑事純情派
  - 第1シリーズ（1988年）
  - 第7シリーズ（1994年）
  - 第9シリーズ（1996年）
  - 第13シリーズ（2000年）
- はみだし刑事情熱系 PART4（2000年）
- 仮面ライダークウガ（2000年） - ヌ・ザジオ・レ[4]
- 相棒（2002年） - 映画の撮影スタッフ

12ch
- プレイガールシリーズ
  - プレイガール
    - 第17話「女はスレスレで勝負する」（1969年）
    - 第96話「殺しやわ肌仁義」（1971年）
    - 第101話「男殺し二匹の牝犬」（1971年）
    - 第107話「狂い咲き残侠伝」（1971年）
    - 第117話「ギャング、父ありき」（1971年）
    - 第138話「魚は陸（おか）で女は海で釣れ」（1971年）
    - 第144話「八丈島(恥)物語」（1972年）
    - 第171話「勢揃いやわ肌仁義」（1972年）
    - 第208話「高校生芸者殺人事件」（1973年）
    - 第214話「ライフルよ乳房を狙え!」（1973年）
    - 第229話「海底全裸死美人」（1973年）
    - 第285話「ヌードスタジオ殺人事件」（1974年） - 若い客
    - 第287話「男見るべからず　プレイガール最後の決闘」（1974年） - ガスマンB

  - プレイガールQ （1975年) 
    - 第14話「女極道うらみ節」 - 宇津見の手下
    - 第25話「連れ込みホテル殺人事件」 - 共栄会幹部
    - 第40話「暴力刑事罷り通る」（1975年）
    - 第45話「風に逆らうメス狼」（1975年） - 寺内
    - 第52話「可愛い裸を狙い撃ち!!」（1975年）
    - 第53話「全裸で消された謎の女」(1975年） - 制服警官
- 江戸川乱歩シリーズ 明智小五郎（1970年）
- ぐるぐるメダマン 第5話「ミーラ男がお父さんだって!?」（1976年） - とうもろこし屋
- 大江戸捜査網 第237話「姿なき闇の仕掛人」（1978年）
- ザ・スーパーガール　(1979年)
  - 第15話「高校生売春・決死の潜入捜査」
  - 第18話「女子大生の異常な体験」
- ミラクルガール （1980年）
  - 第1話「プロ野球のエースを救え・殺人鬼の標的」
  - 第10話「砂浜に燃えた女の性」 - 林
- 刑事弁護人・望郷（1990年）
- ひと夏の誘拐（1992年）

### オリジナルビデオ
- ゲゲゲの鬼太郎「妖怪奇伝魔笛エロイムエッサイム」（1987年）
- 電磁戦隊メガレンジャーVSカーレンジャー（1998年） - 健太の父
- 修羅のみち12 完結編（2005年）